# Stobnica (dopływ Bukowej)
Stobnica (niem. Browulsgröben) – struga, dopływ Bukowej w dorzeczu Odry, o długości 1,18 km. Płynie w województwie zachodniopomorskim. Bieg rzeki (poza ujściem) znajduje się w granicach administracyjnych gminy Dobra (Szczecińska). Od granic miasta Szczecina (Krzekowo), struga zwana jest Bukową.
Stobnica wypływa z podmokłego terenu w północnej części Mierzyna, na terenach budowanego osiedla Stobnica IV. Płynie równoleżnikowo, równolegle do ulic Gerarda i Zacisznej. Na odcinku ok. 1 kilometra jej koryto stanowi granicę pomiędzy gminą Dobra (Szczecińska), a miastem Szczecin. Wpada do Bukowej na tyłach położonych przy ul. Łukasińskiego Zakładów Piekarniczych Arion. 
Gwałtowny rozwój zabudowy dotychczasowych terenów rolniczych Mierzyna spowodował zasypywanie oczek wodnych oraz rowów melioracyjnych i polderów, które zasilały Stobnicę w wody opadowe. Efektem jest obniżenie poziomu wód gruntowych i spadek przepływu w tym cieku, który odwadnia zabudowywane tereny. W sierpniu 2007 w wyniku wyjątkowo obfitych opadów miała miejsce w Mierzynie powódź, do której rozmiarów przyczyniło się m.in. zasypanie drenażu melioracyjnego, który odprowadzał wody ze wschodniej części gminy Dobra do Stobnicy, a nią poprzez Bukową do Odry.